# Benny & Joon
Benny & Joon är en romantisk komedifilm från 1993 med bland annat Johnny Depp i en av huvudrollerna.

## Handling
Joon (Mary Stuart Masterson) har en psykisk störning och lever i sin egen lilla värld. Tillsammans med sin bror Benny (Aidan Quinn) kämpar de mot de dagliga görorna. Men en kväll rullar ett tåg in på stadens perrong och inget ska bli som förr. Med tåget kommer underlige Sam (Johnny Depp). Sam ska bo med sin kusin men hans kusin vann i ett pokerspel med Joon och i potten fanns Sam. Så nu får Sam bo med Benny och Joon.

## Om filmen
Benny & Joon är regisserad av Jeremiah S. Chechik. Johnny Depp nominerades till en Golden Globe för sin insats i filmen.

## Rollista (urval)
| Johnny Depp            | – Sam                    |
| Mary Stuart Masterson  | – Juniper 'Joon' Pearl   |
| Aidan Quinn            | – Benjamin 'Benny' Pearl |
| Julianne Moore         | – Ruthie                 |
| Oliver Platt           | – Eric                   |
| C.C.H. Pounder         | – Dr. Garvey             |
| Dan Hedaya             | – Thomas                 |
| Joe Grifasi            | – Mike                   |
| William H. Macy        | – Randy Burch            |
| Liane Alexandra Curtis | – Claudia                |